# Al-Sindiyana, Masyaf
Al-Sindiyana (tiếng Ả Rập: السنديانة) là một ngôi làng Syria nằm ở phó huyện Wadi al-Uyun ở huyện Masyaf, Hama. Theo Cục Thống kê Trung ương Syria (CBS), al-Sindiyana có dân số 621 người trong cuộc điều tra dân số năm 2004.